# Willys Jeep Truck
Il Willys Jeep Truck, chiamata anche Kaiser-Jeep Truck, Jeep Willys Truck o semplicemente Jeep Truck è un pick-up prodotto partire dal 1947 al 1965 dalla casa automobilistica statunitense Willys-Overland prima e poi dalla Kaiser Jeep.
Fu introdotto nel mercato statunitense nel 1947 come pick up a quattro ruote motrici dalla portata di 1 tonnellata. Era disponibile anche in altre configurazioni come quella a camioncino o con il solo il telaio e la meccanica. Una versione a due ruote motrici da 750 kg di portata venne introdotta nel 1949.
Il veicolo ricevette una serie di aggiornamenti nel 1950 con l'aggiunta di una griglia frontale a forma di V a cinque listelli orizzontali. Nel 1951 il motore a quattro cilindri da 2,2 litri a valvole laterali chiamato Willys Go Devil venne sostituito dal Hurricane IOE con distribuzione IOE, aumentando la potenza da 63 CV (47 kW) a 72 CV (54 kW).